# Mittelbruch (Berlin-Buch)
Das Mittelbruch ist ein rund 30 Hektar (ha) großes Naturschutzgebiet (NSG) auf dem Territorium des Berliner Bezirks Pankow, im Ortsteil Berlin-Buch. Die Unterschutzstellung des aus drei ehemaligen Torfstichen und einer angrenzenden Wiesenlandschaft bestehenden Gebietes erfolgte am 22. Mai 1997.

## Größe und Lage

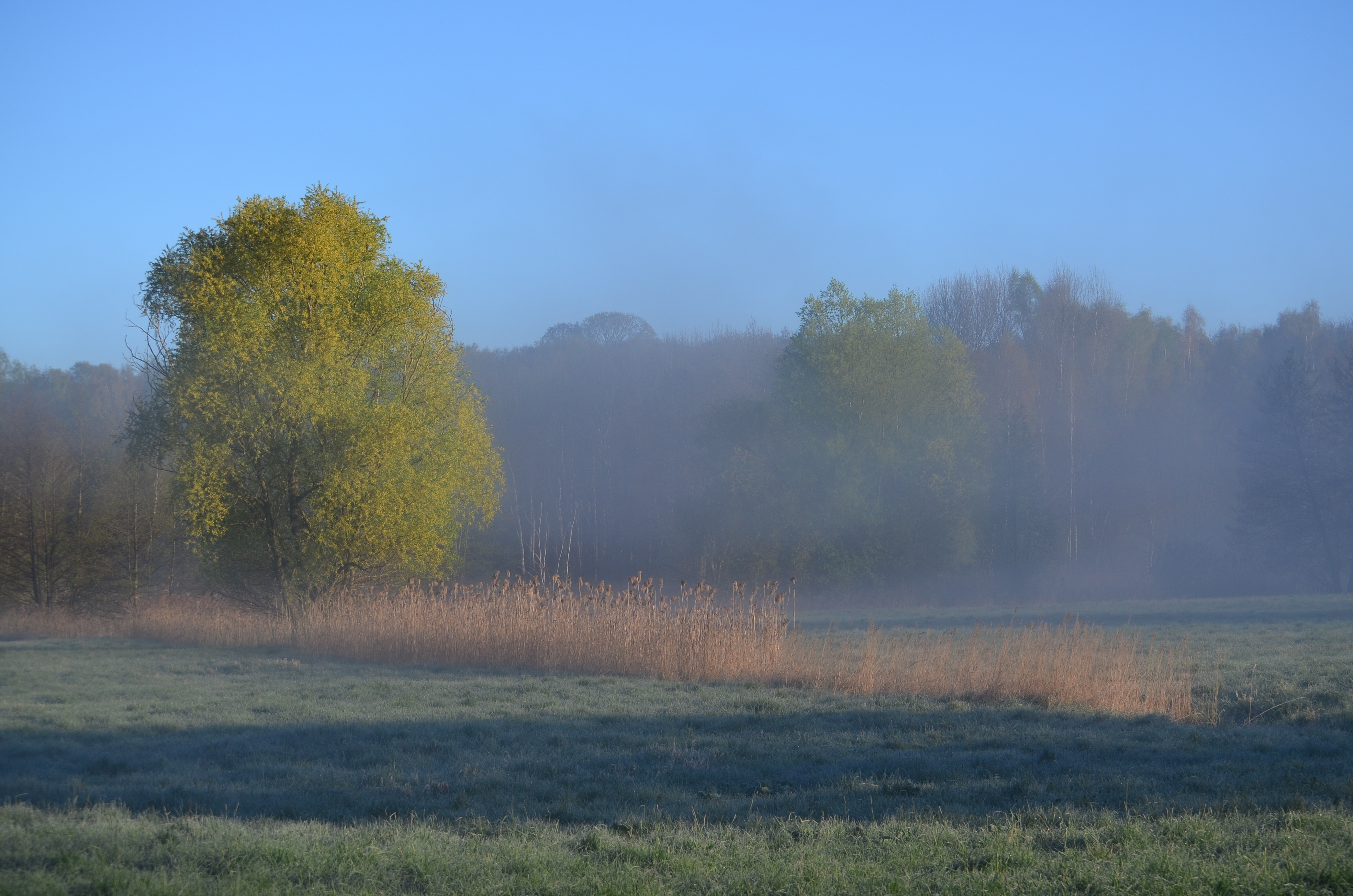
NSG Mittelbruch

Das Naturschutzgebiet Mittelbruch ist entweder 28,2 ha groß (laut Verordnung) oder 31,2 ha (nach Senatsangaben). Es liegt  nördlich des Pölnitzweges in circa 1,3 Kilometer Entfernung vom S-Bahnhof Berlin-Buch. Das Naturschutzgebiet grenzt im Nordwesten an den Bucher Forst, im Osten an die Kleingartenkolonie Berlin-Buch, im Süden an den Siedlungsbereich Hörstenweg. Einen bequemen Zugang zum Naturschutzgebiet bietet die Eupener Straße, die unmittelbar am NSG endet.
Rund 500 Meter östlich des Naturschutzgebietes befindet sich das bereits zum Land Brandenburg gehörende NSG Ausstichgelände Röntgental.
Beide Naturschutzgebiete sind Bestandteil des im Jahre 1998 von den Bundesländern Berlin und Brandenburg errichteten gemeinsamen Naturparks Barnim.

## Schutzzweck
Die gesetzliche Verordnung vom 22. Mai 1997 stellte das Gebiet unter Schutz, um 
„1. die Torfstiche einschließlich deren besonderes Arteninventar feuchter Pionierstandorte und Kleinröhrichte sowie die Niedermoorwiesen mit angrenzenden Waldbereichen als Brut-, Rast- und Nahrungsplatz für bedrohte Vogelarten und als Lebensraum für bedrohte Amphibien-, Reptilien-, Insekten- sowie wildwachsende Pflanzenarten und 
2. das Gesamtgebiet als beispielhaften Ausschnitt der regionaltypischen Kulturlandschaft zu erhalten.“

## Flora und Fauna

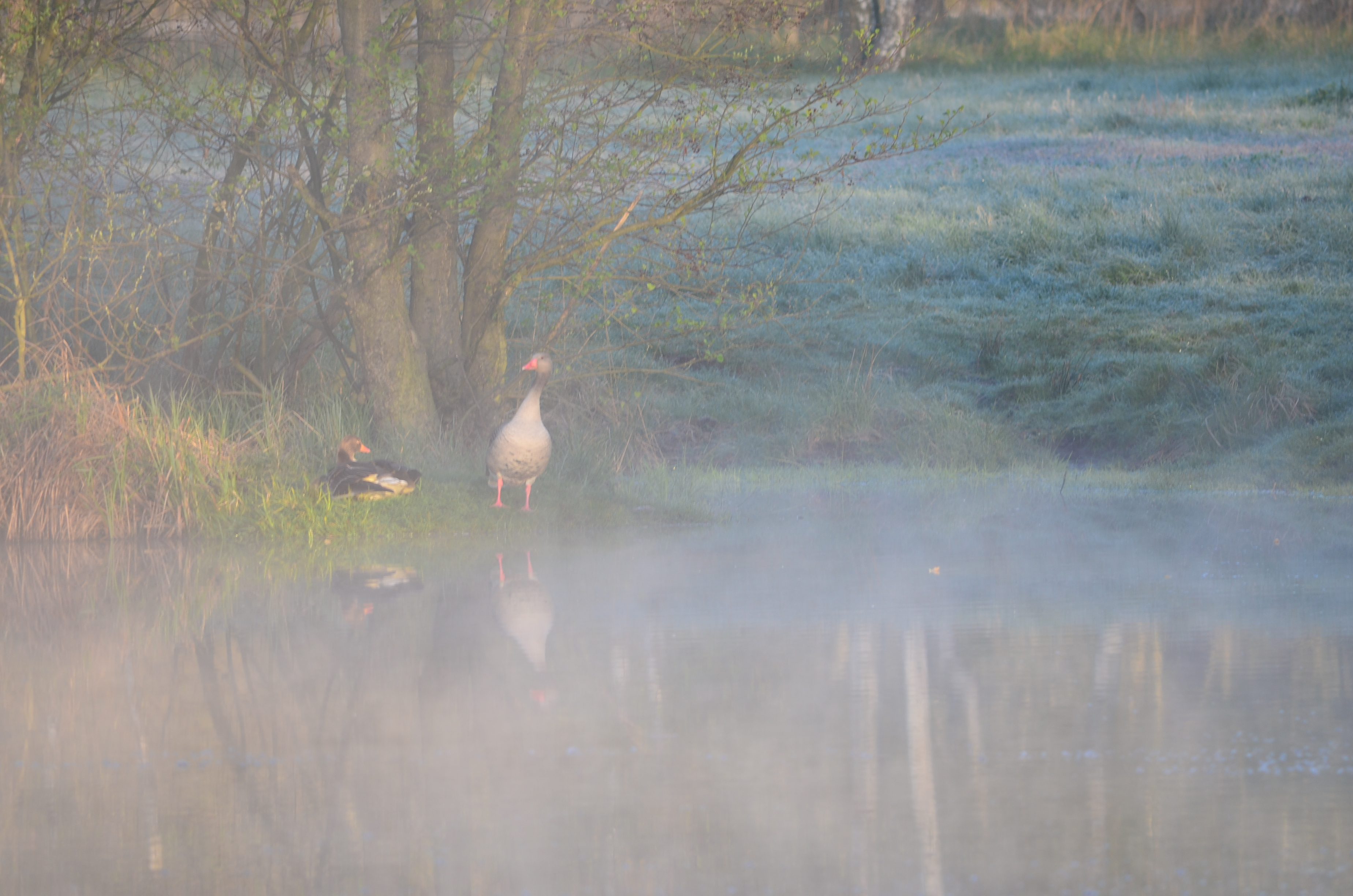
Graugänse im NSG

Kernbereich des Naturschutzgebietes sind drei ehemalige Torfstiche, die mit angrenzendem Röhricht zahlreichen Wasservogelarten als Brut- und Lebensraum dienen. Auch verschiedene Amphibien- und Reptilienarten finden hier günstige Lebensbedingungen vor. Ein von der Eupener Straße kommender Wanderweg verläuft unmittelbar zwischen dem Kleinen und Großen Torfstich und ermöglicht einen freien Blick auf die Tier- und Pflanzenwelt der Teiche. Der etwas abseits gelegene Nordstich verbirgt sich hinter einem breiten Schilfgürtel und dichtem Unterholz und erweist sich somit als Biotop mit besonderer Schutzfunktion für Amphibien und Vögel. Zu den heimischen Amphibien- und Reptilienarten gehören die Erdkröten, die Blindschleichen und die Waldeidechsen. Im Naturschutzgebiet wurden 77 Vogelarten nachgewiesen, darunter rund 50 Brutvogelarten. Von den registrierten Vogelarten sind 23 Arten in Gefährdungskategorien der Roten Liste zu finden. Im Revier beobachtet wurden unter anderem Rohrweihen, Neuntöter, Feldlerchen und Wiesenpieper.
Auf den die Torfstiche umgebenden Niedermoorwiesen sind rund 350 Arten von Farn- und Blütenpflanzen heimisch. Die artenreichen Wiesenflächen, die mit gezielt eingesetzten hydrologischen Maßnahmen sowie durch Mahd, Beweidung und Entfernung von Gehölzaufwuchs in ihrem Bestand erhalten werden, dienen zahlreichen Insekten als Lebensraum. Zu den vorkommenden Schmetterlingsarten gehören Schwalbenschwanz, Wiesenzünsler, Resedafalter und Brombeerspinner.